# Certosa di Montebenedetto

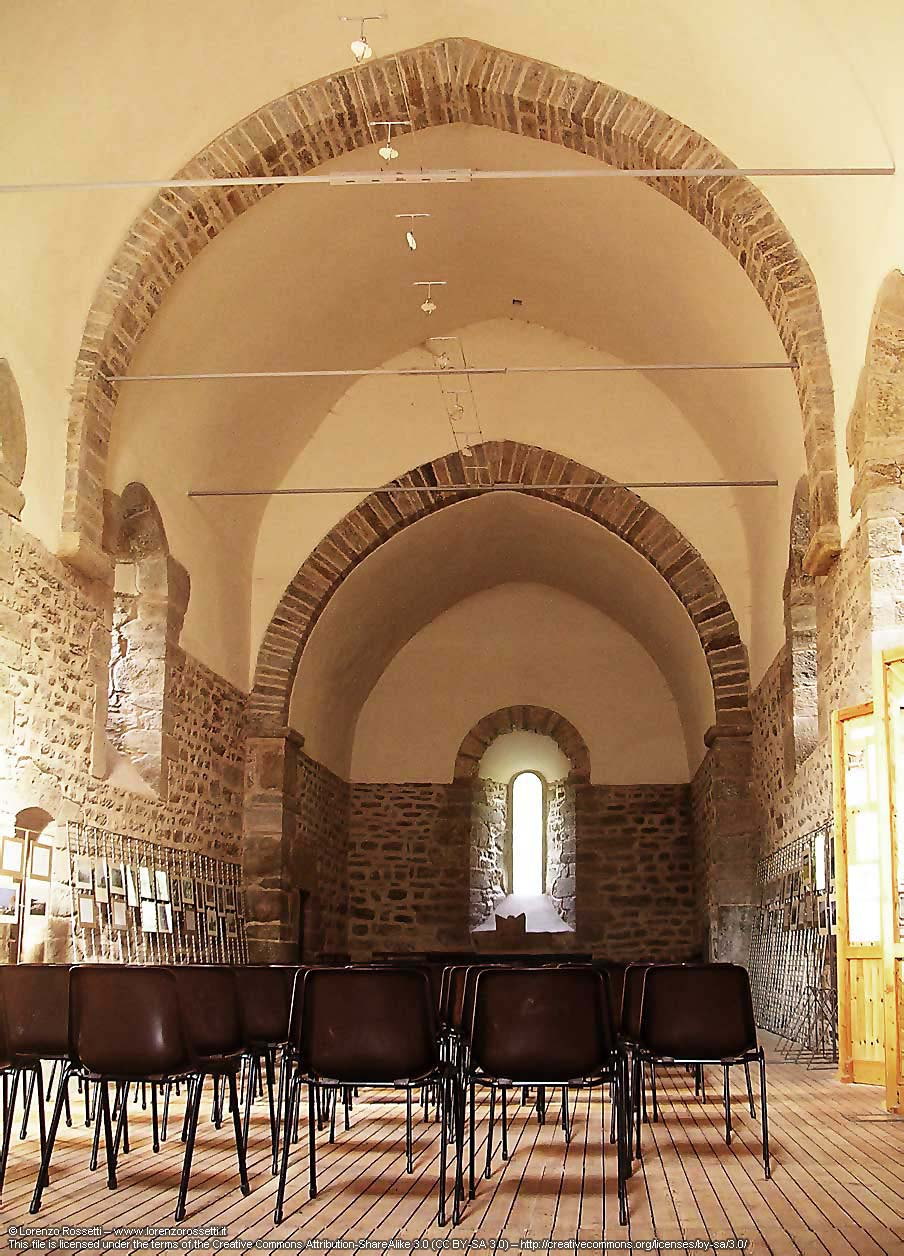
Innenansicht Certosa di Montebenedetto

Die Certosa di Montebenedetto ist ein ehemaliges Kloster der Kartäuser in der Gemeinde Villar Focchiardo im unteren Susatal der norditalienischen Region Piemont.

## Geschichte
Die Kartause wurde 1197 gegründet und von Mönchen der im Jahr 1191 gegründeten Certosa della Losa bei Gravere besiedelt. Nach schweren Beschädigungen der Gebäude durch Erdrutsche in der zweiten Hälfte des 15. Jahrhunderts transferierte man das Kloster im Jahr 1498 in die niedriger gelegene Certosa di Banda und 1598 nach Avigliana. Nach der Zerstörung des Kartäuserklosters Avigliana durch Truppen des Herzogs von Savoyen Karl Emanuel I. zogen sich die Mönche 1630 wieder nach Monte Benedetto zurück, bis 1642 die Kartause von Collegno errichtet wurde.

## Heutige Nutzung
Der gesamte Komplex wird momentan restauriert. Die romanische Kirche, die durch spätere Erweiterungen auch gotische Elemente aufweist, ist zu besichtigen. Sie beherbergt eine ständige Ausstellung über die Kartäuser und die Klöster Montebenedetto und Banda. Die Klosterkirche ist das einzige vollständig erhaltene Bauwerk der ehemaligen Klosteranlage. Während der Sommermonate dient das Gebäude im Naturpark Orsiera Rocciavrè als Kultur- und Veranstaltungszentrum.